# Boal (parroquia)
Boal (oficialmente y en asturiano: Bual) es una parroquia del concejo de Boal, en la comarca de Eo-Navia, Principado de Asturias, España. La villa de Boal es además la capital del concejo.
Tiene una población de 966 habitantes repartidos en 25,93 km². Tiene una densidad de población de 37,25 hab/km². Su templo parroquial está dedicado a Santiago Apóstol. Se celebra la festividad de su patrón en la capital del concejo, y es también destacable la de San Antonio en Armal.

## Lugares
Según el nomenclátor de 2023, la parroquia comprende las siguientes entidades de población:
- Armal
- La Barreira (A Barreira)
- Boal (Bual)
- Las Cabanas (As Cabanas)
- El Caleyo
- La Cámara (A Cámbara)
- Capareirín
- Capareiro
- Estalello (El Estalello)
- Ferradal
- Langrave (Llangrave)
- Llaviada
- Los Mazos (El Mazo)
- Meróu
- Los Navalios (Os Navalíos)
- Peirones (Peiróis)
- La Pelame (A Pelame)
- Penouta
- Piedra Blanca (A Pedra Blanca)
- Prelo
- Reboqueira (A Rabuqueira)
- Riomayor (Riumayor)
- Rodella
- Roginos (Roxíos)
- Rozas
- San Luis (San Llouguís)
- Santa Marina
- El Serredo (El Sarredo)
- Las Viñas (As Viñas)